# Pimpinela (дует)
Pimpinela — аргентинський музичний дует, що складається з брата і сестри Люсії і Хоакіна Ґалан, найбільш відомих як просто Люсія і Хоакін.
Марія Ґрасієла Ґалан Куерво народилася 23 травня 1961 року, а Хоакін Роберто Ґалан Куерво 23 травня 1953 року в Буенос-Айресі, Аргентина, у родині вихідців з Іспанії, їх батько похидить з Астурії, а мати з Леону. З дитинства, яке вони провели в Буенос-Айресі, обидва захоплювалися музикою, маленька Люсія тренувалася перед дзеркалом, а Хоакін грав на гітарі.
Завдяки своїм батькам і потім композитору Луїсу Аґіле, вони сформували групу Pimpinela. Дуже скоро вони набули популярності на місцевому радіо, а скоро і на радіо всієї Латинської Америки, включаючи Бразилію, а потім й Іспанії. Їх альбом «PIMPINELA GOLD» став тричі платиновим в Аргентині.
Своїй популярності вони зобов'язані передусім своїй оригінальній формі виконання, співаючи про повсякденні проблеми своїх слухачів, такі як труднощі у відносинах між статями, сімейні проблеми, любов, проте саме проблеми у відносинах принесли їм світову відомість.
Вони брали участь у заснуванні та пізнішій підтримці «Вогнища Pimpinela для дітей» — табору для дітей віком від 1 до 15 років.